# Cophixalus bombiens
Cophixalus bombiens és una espècie de granota que viu a Austràlia.
Està amenaçada d'extinció per la pèrdua del seu hàbitat natural.

## Distribució i hàbitat
És endèmica de les Windsor Tablelands al nord de Queensland, Austràlia ocupant aproximadament 300 km².